# 手電筒

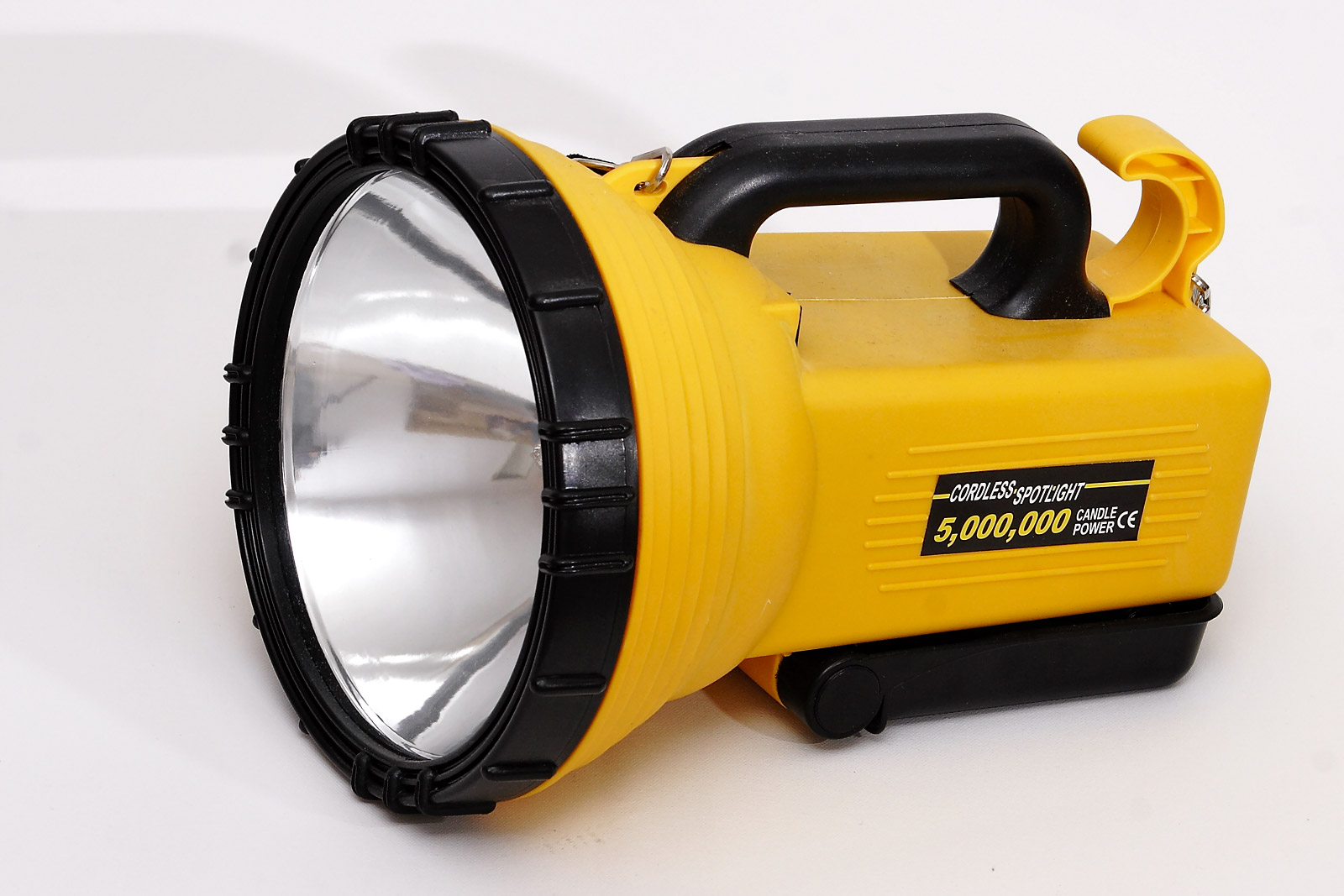
一個高能量手電筒

手電筒或稱手燈筒、手電燈筒、電筒或電棒（美式英文：Flashlight；英式英文：Torch），是一種手持式電子照明工具。

## 總論
一個典型的手電筒有一個經由電池供電的燈泡和聚焦反射鏡，並有供手持用的手把式外殼。
雖然是相當簡單的設計，它一直遲至19世紀末期才被發明，因為它必須結合電池與電燈泡的發明。在早期因為電池的蓄電力不足，因此在英文中它被稱為"flashlight"，意即短暫的燈。 

## 發光二極體

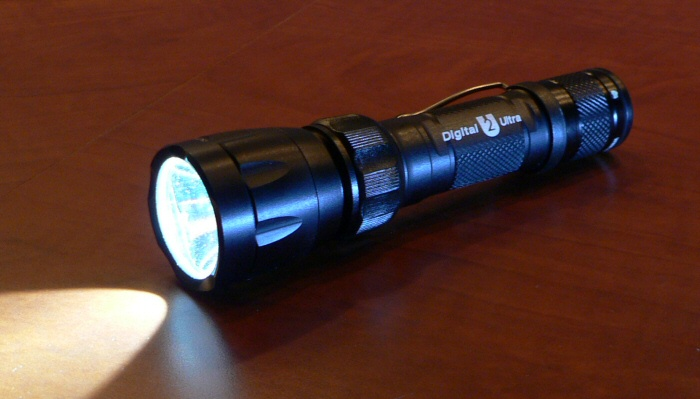
使用发光二极管的Surefire U2手电

最近愈來愈多的手電筒改用發光二極體取代傳統的電燈泡。發光二極體已發明了數十年，在1999年，位在美國加州聖荷西Lumileds公司發明了白色高能量的鹵素發光二極體。2001年時，Arc Flashlight公司將這種鹵素燈應用到手電筒上。
發光二極體可以用較少的電量但散發出更強的光源，因此它比傳統燈泡更省電。這類的手電筒有較長的電池壽命，有的可達數百個小時。
一個關於發光二極體的錯誤觀念是認為它們不會發熱。雖然低能量的發光二極體的確散發出很低的熱量，但高能量的發光二極體仍可放出高熱。

## 其他的手電筒設計型式

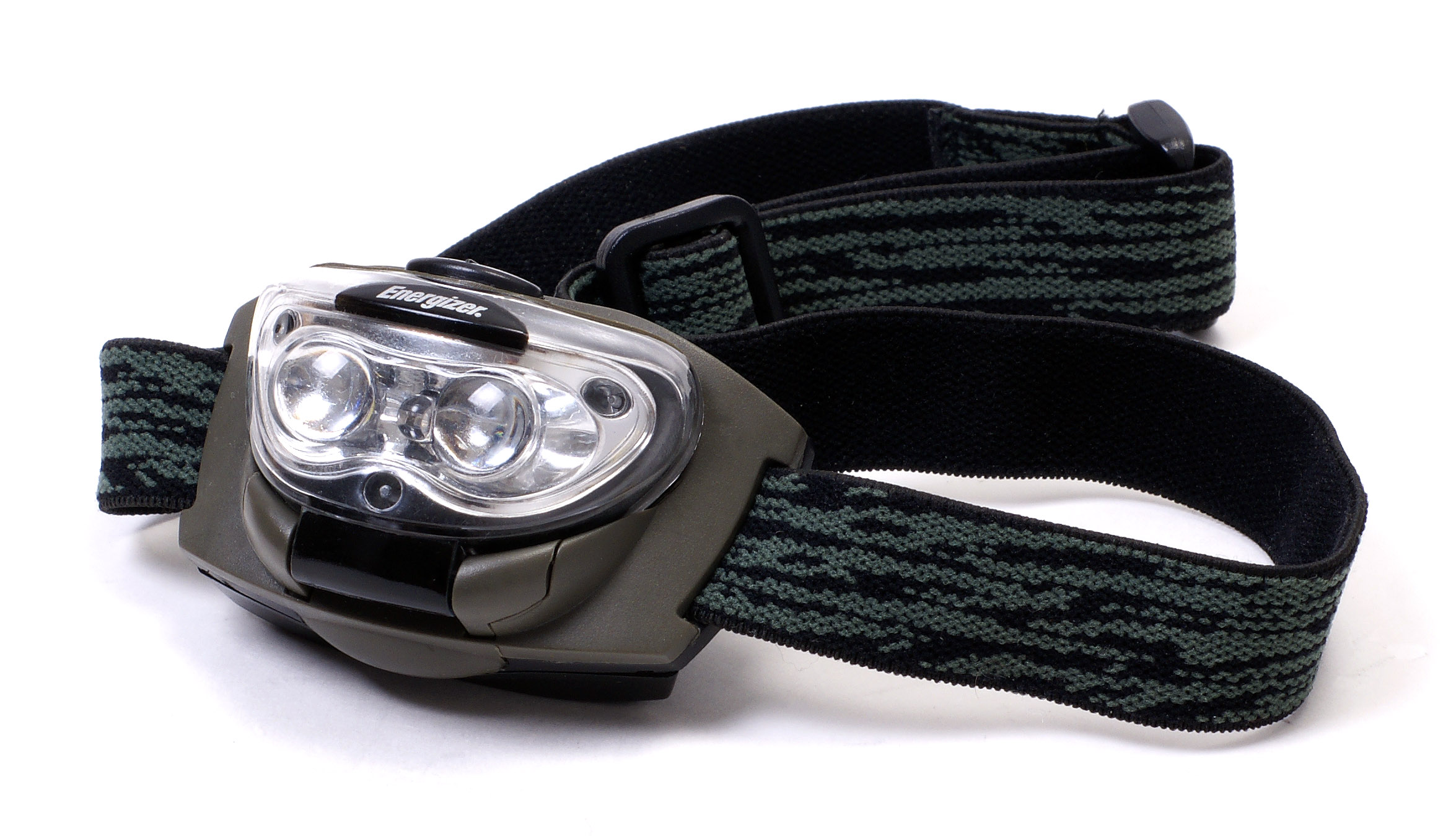
發光二極體頭燈

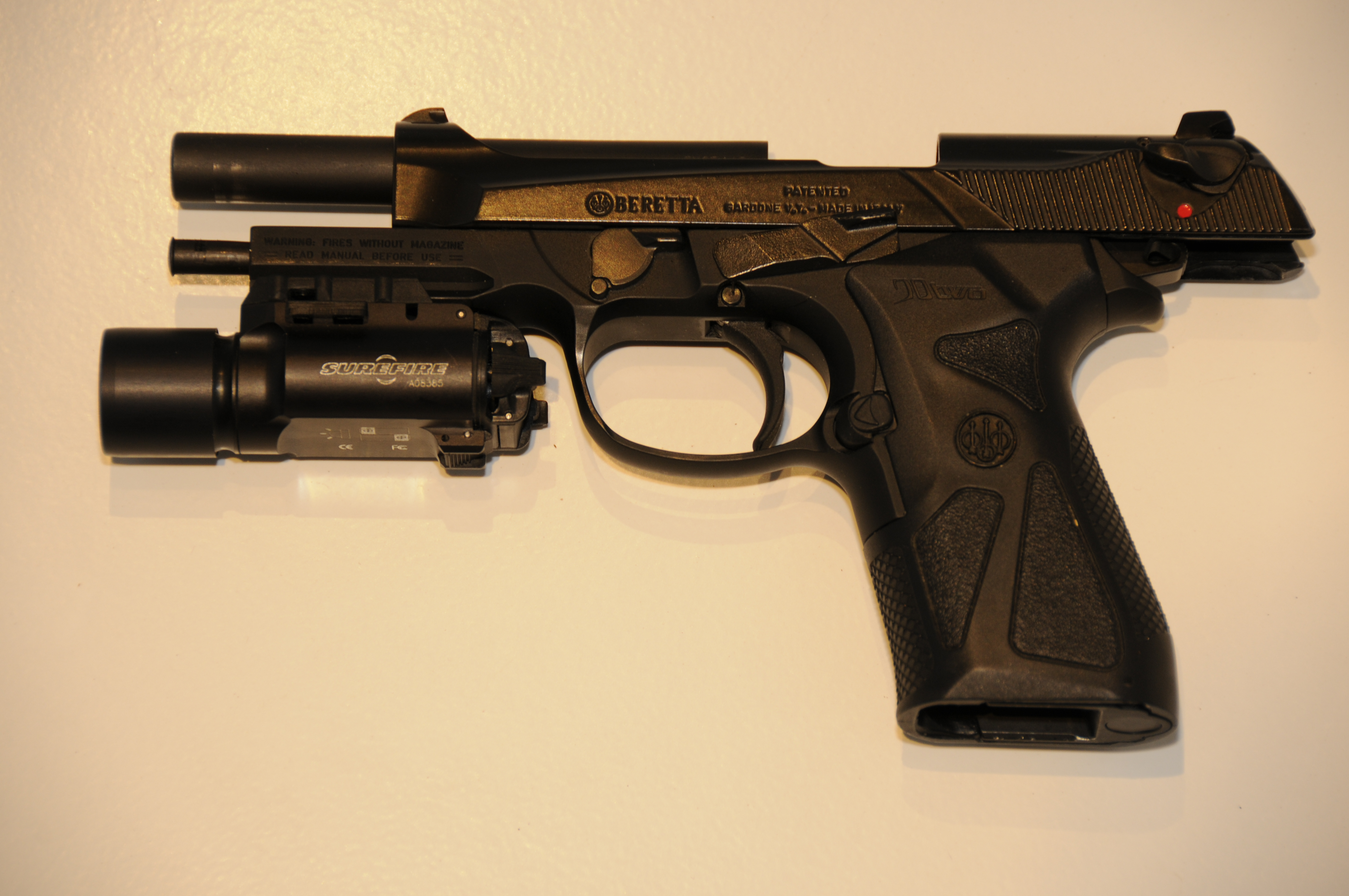
安裝在貝瑞塔90two半自動手槍的SureFire槍燈

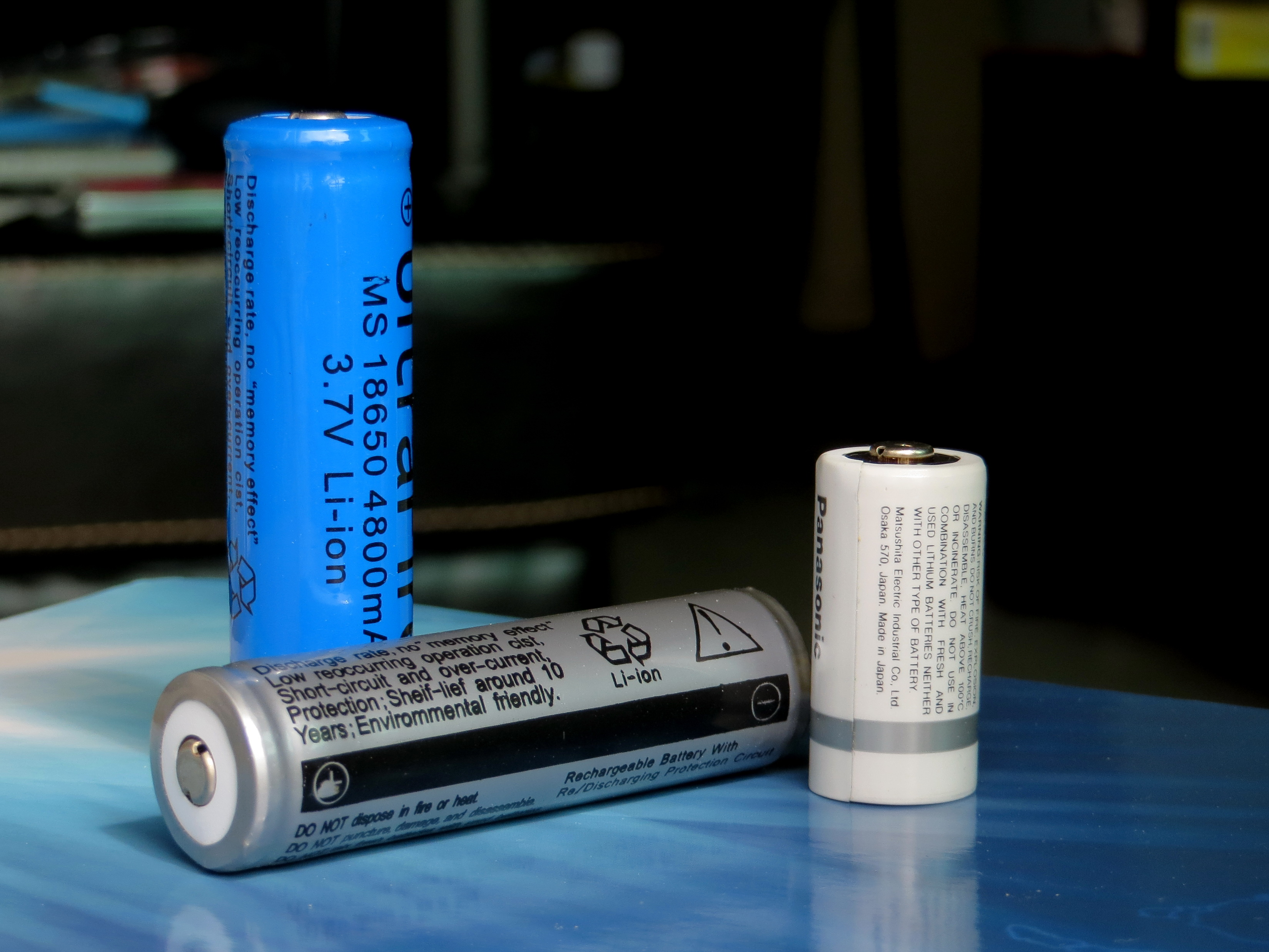
18650鋰離子電池及CR123A鋰電池

頭燈是一種將燈戴在頭頂上的設計，戴在安全帽上的高亮度頭燈已被礦工使用了幾十年之久。
槍燈指裝置在槍枝上，以高亮度照射使敵人難以直視反擊，甚至使目標暫時炫目以利將之擊倒的軍警用手電筒。
槍用電筒經常會換裝尾線開關，以便在雙手保持射擊姿勢的清況下就近按壓操控，或者直接與護木、前方輔助握把整合在一起。許多款式還可以加裝專用的IR（紅外線）濾光罩，使發出的照明無法以肉眼發覺，僅有佩帶夜視鏡的人員才能加以利用。
槍用電筒主要使用CR123A 3伏特鋰電池，與可充電式的3伏特ICR123A，3.7伏特的16340、18650（兩倍CR123長度）等電池。
 . 參見 Streamlight 和Surefire.
某些軍警用手電筒還會將燈頭前緣做成王冠狀造型，在人員遭遇格鬥時可發揮類似手指虎的打擊效果，也可作為緊急時的玻璃擊破器使用。
大部份的手電筒被設計成圓筒型，然而早期的手電筒常被設計成各種樣式，有的長得像早年的燈籠，有的像蠟燭，預計在將來會有更多有趣的型式出現。
高品質的手電筒使用特別電池，它們可以調整亮度，有防水功能，而且可調整焦距，但通常也比較昂貴。

## 其它電力來源

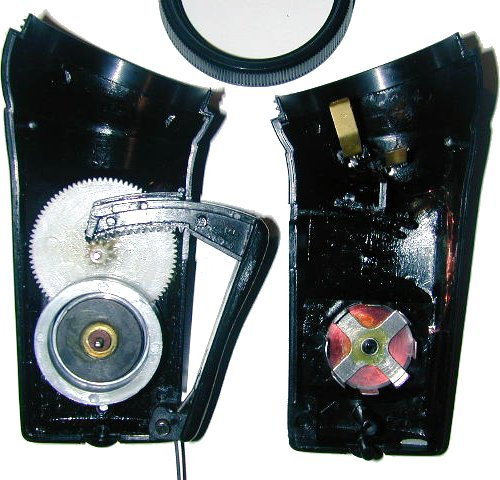
動力燈

因為電池是不小的花費，因此發展出了可自行提供電力的手電筒，有的利用太陽能電池。有的則利用手動發電機，如動力燈。

## 圖片

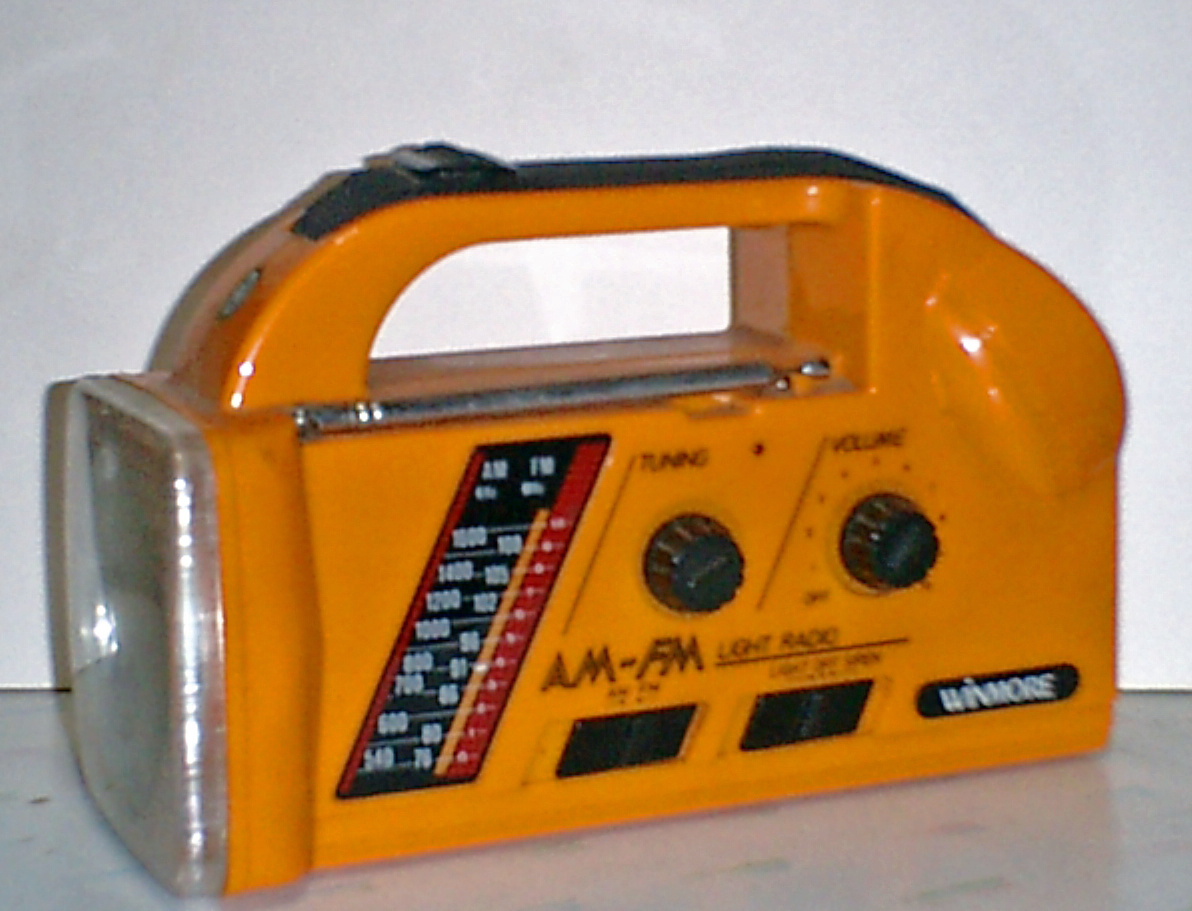
收音機燈
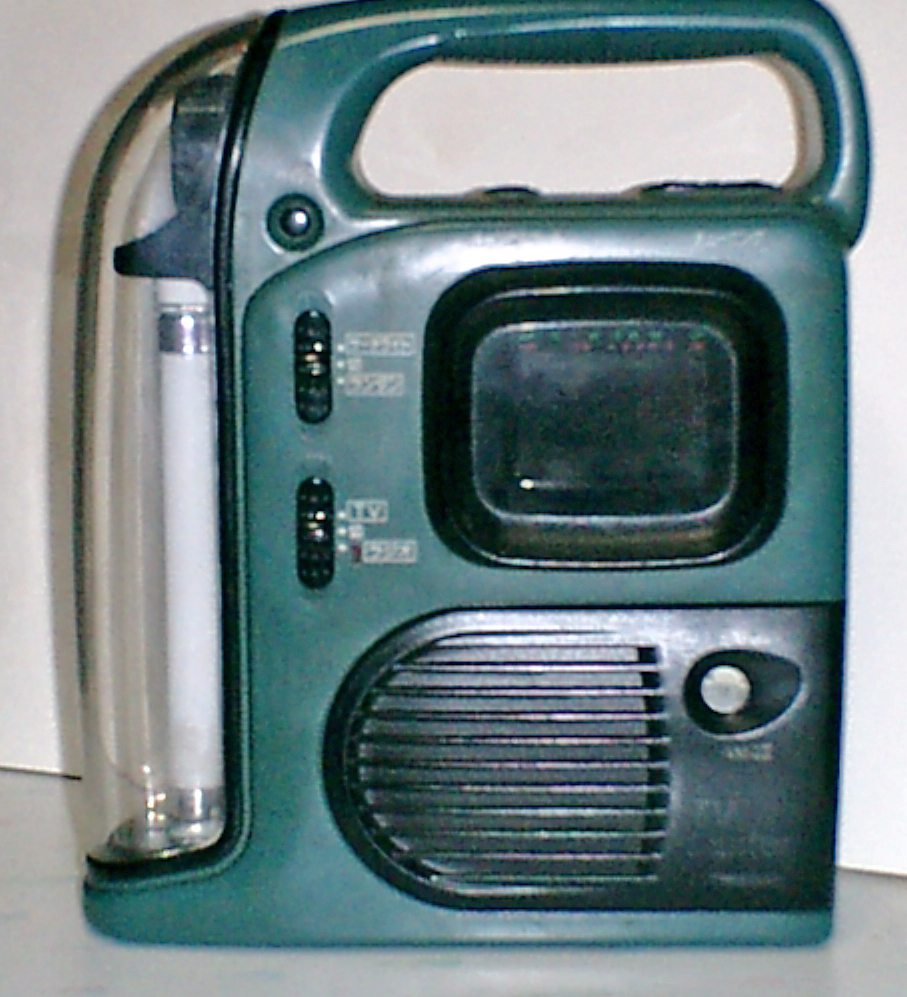
多重灯泡的手電筒
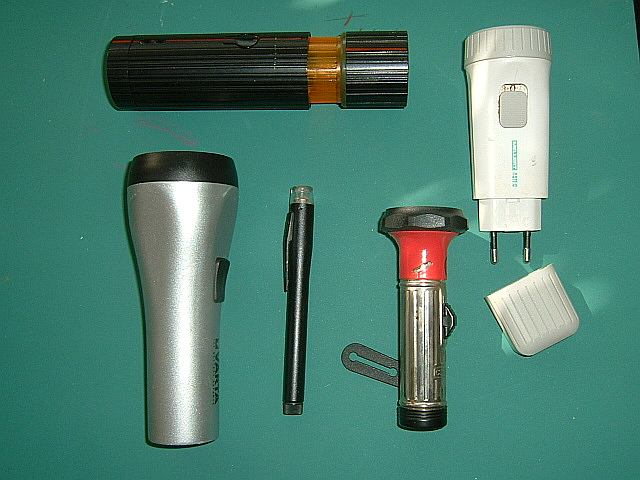
其他各種型式的手電筒
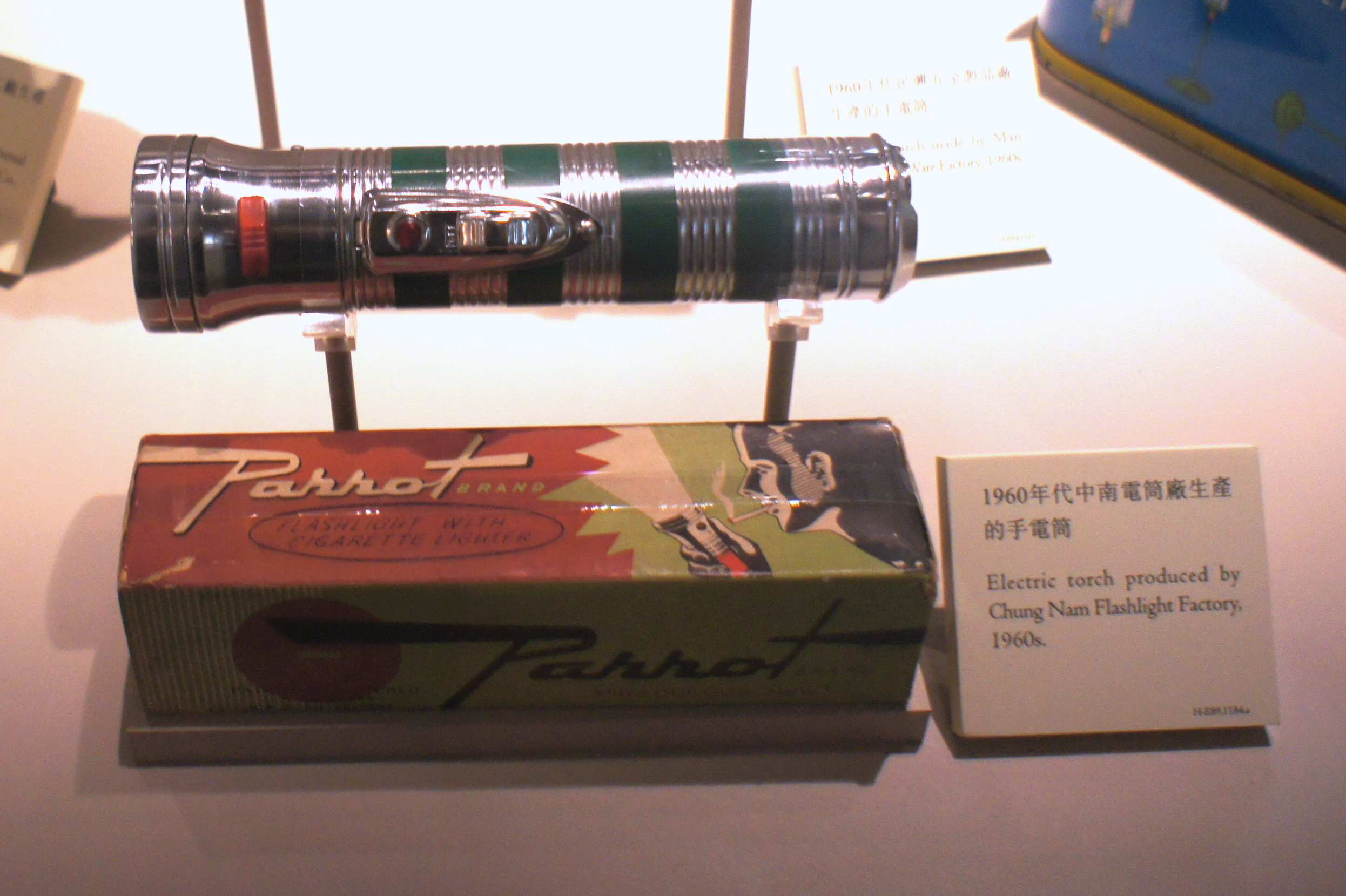
1960年代中南電筒廠生產的手電筒（香港歷史博物館展品）